# Víctor Hugo Antelo
Víctor Hugo Antelo Bárba (né le 2 novembre 1964 à Santa Cruz de la Sierra en Bolivie) est un joueur de football international bolivien, qui évoluait au poste d'attaquant, avant d'ensuite devenir entraîneur.

## Biographie

### Carrière de joueur

#### Carrière en sélection
Avec l'équipe de Bolivie, il dispute 11 matchs (pour 2 buts inscrits) entre 1985 et 1999. 
Il figure notamment dans le groupe des sélectionnés lors des Copa América de 1987 et de 1999.

## Palmarès
| \| Club Bolívar - Championnat de Bolivie (2) : - Champion : 1992 et 1994. \| \| Club Booming - Championnat de Bolivie (2) : - Champion : 1998 et 1999. \| |  | Oriente Petrolero - Championnat de Bolivie (1) : - Champion : 2001.    |
| Club Bolívar - Championnat de Bolivie (2) : - Champion : 1992 et 1994.                                                                                    |  | Club Booming - Championnat de Bolivie (2) : - Champion : 1998 et 1999. |

### Palmarès individuel
- Meilleur buteur de l'histoire du championnat de Bolivie avec 350 buts.
- Meilleur buteur du championnat de Bolivie (7) : 1984 (38 buts), 1985 (37 buts), 1989 (22 buts), 1993 (20 buts), 1997 (24 buts), 1998 (31 buts) et 1999 (31 buts).